# Macrocentrus glabripleuralis
Macrocentrus glabripleuralis är en stekelart som beskrevs av Lou och He 2000. Macrocentrus glabripleuralis ingår i släktet Macrocentrus och familjen bracksteklar. Inga underarter finns listade i Catalogue of Life.